# الريح من لا مكان (رواية)
الريح من لا مكان  (بالإنجليزية: The Wind from Nowhere) هي رواية خيال علمي للكاتب الإنجليزي جيه جي بالارد، نشرت عام 1961 م، عن دار نشر بيركلي بوكس.